# Chasseurs-cueilleurs de l'Est

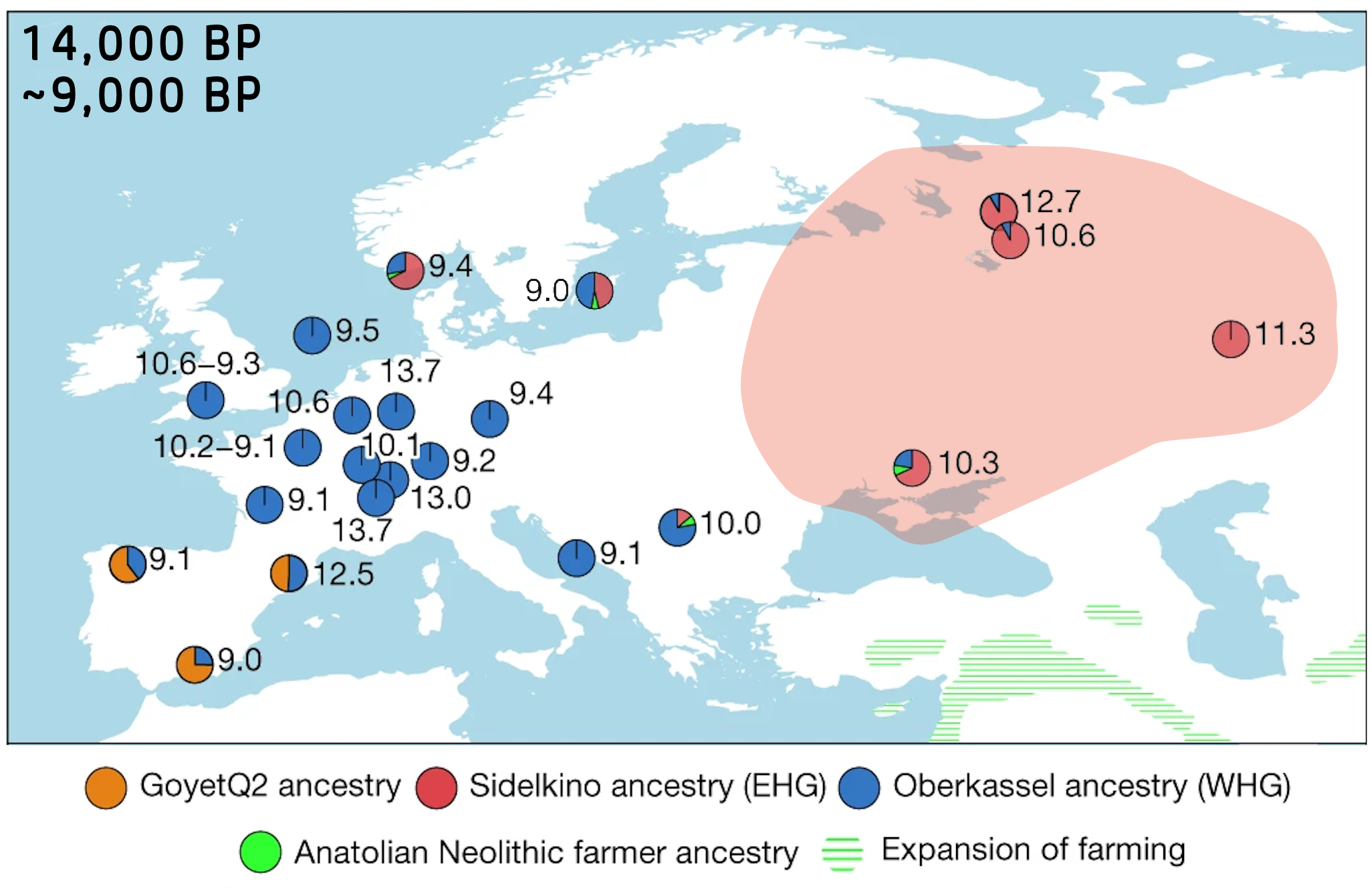
Les chasseurs-cueilleurs en Europe entre 14 et 9 ka, avec comme zone principale les chasseurs-cueilleurs de l'Est (EHG,). Les numéros individuels correspondent aux dates d'échantillonnage calibrées.

En archéogénétique, les chasseurs-cueilleurs de l'Est (EHG), ou chasseurs-cueilleurs d'Europe de l'Est, sont une composante ancestrale distincte qui représente les chasseurs-cueilleurs mésolithiques d'Europe de l'Est.
Le profil génétique des chasseurs-cueilleurs de l'Est est principalement dérivé de l'ascendance dite Nord eurasienne ancienne (ANE), qui a été introduite depuis la Sibérie, avec un mélange secondaire et plus petit de chasseurs-cueilleurs de l'Ouest européen (WHG). Cependant, la relation entre les composantes ancestrales de l'ANE et des EHG n'est pas encore bien comprise en raison du manque d'échantillons qui pourraient combler le fossé spatiotemporel.
Au cours du Mésolithique, les EHG habitaient une zone s'étendant de la mer Baltique à l'Oural et vers le Sud jusqu'à la steppe pontique. Avec les chasseurs-cueilleurs scandinaves (SHG) et les chasseurs-cueilleurs occidentaux (WHG), les EHG constituaient l'un des trois principaux groupes génétiques de la période postglaciaire de l'Europe du début de l'Holocène. La frontière entre les WHG et les EHG s'étendait à peu près du Danube inférieur, vers le nord le long des forêts occidentales du Dniepr vers la mer Baltique occidentale.
Au cours du Néolithique et du début de l'Énéolithique, probablement au cours du IVe millénaire av. J.-C., les EHG de la steppe pontique-caspienne se sont mélangés aux chasseurs-cueilleurs du Caucase (CHG) pour former une population composée à moitié d'EHG et à moitié de CHG, formant ainsi le groupe génétique connu sous le nom d'éleveurs de steppe occidentaux (WSH). Les populations WSH étroitement liées aux peuples de la culture Yamna ont connu une migration massive conduisant à la propagation supposée des langues indo-européennes dans de grandes parties de l'Eurasie.

## Description et origine

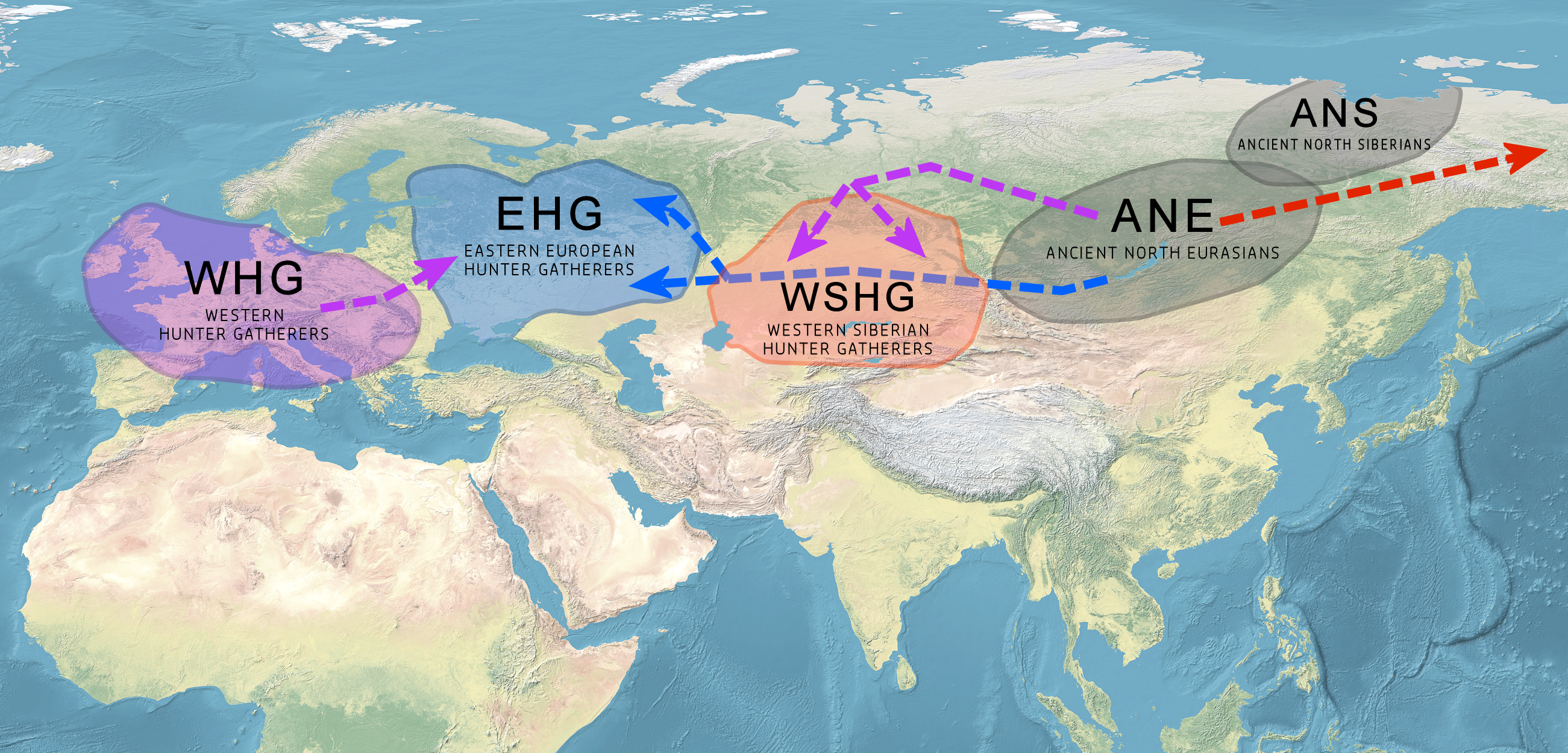
Formation schématique des chasseurs-cueilleurs de l'Est (EHG), à travers une ascendance principale d'Ancient North Eurasian (ANE), et un plus petit mélange de WHG

Haak et al. (2015) ont identifié l'EHG comme un groupe génétique distinct à partir de deux spécimens mâles. Le specimen mâle EHG de Samara (daté d'environ 5650-5550 av. J.-C.) portait l'haplogroupe Y R1b1a1a* et l'haplogroupe mitochondrial U5a1d. L'autre mâle EHG, enterré en Carélie (daté d'environ 5500-5000 av. J.-C.) portait l'haplogroupe Y R1a1 et l'haplogroupe mitochondrial C1g. Ils ont suggéré que les EHG abritaient une ascendance mixte d'anciens Eurasiens du Nord (ANE) et de WHG. 
Posth et al. (2023) ont découvert que la plupart des individus EHG portaient environ 70 % d'ascendance ANE et environ 30 % d'ascendance WHG. La contribution élevée des anciens Eurasiens du Nord est également visible dans une affinité subtile de l'EHG avec l'homme de Tianyuan vieux de 40 000 ans du nord de la Chine et d'autres Asiatiques de l'Est et du Sud-Est, ce qui peut s'expliquer par le flux génétique d'une source liée à Tianyuan dans la lignée ANE (représentée par des spéciments des sites de Malta et Afontova Gora 3), qui a ensuite contribué de manière substantielle à la formation de l'EHG..
La formation de la composante ancestrale EHG est estimée avoir eu lieu il y a entre 13 000 à 15 000 ans AP. Les restes associés à EHG appartenaient principalement aux haplogroupes R1 du chromosome Y humain, avec une fréquence plus faible des haplogroupes J et Q. Leurs chromosomes mitochondriaux appartenaient principalement aux haplogroupes U2, U4, U5, ainsi qu'à C1 et R1b. Le flux génétique d'une source de type est-asiatique vers l'EHG a contribué à environ 9,4 % (4,4 % à 14,7 %).

## Cultures archéologiques associées
De nombreux vestiges de chasseurs-cueilleurs de l'Est datés d'environ 8 100 AP (6 100 av. J.-C.) ont été exhumés sur l'île de Yuzhny Oleny, dans le lac Onega. L'ascendance Nord eurasienne ancienne (ANE) est de loin la principale composante du groupe de Yuzhny Oleny, et est parmi les plus élevées parmi les autres chasseurs-cueilleurs de l'Est (EHG).
Günther et al. (2018) ont analysé 13 chasseurs-cueilleurs scandinaves (SHG) et ont découvert que tous étaient d'origine EHG. En général, les SHG de l'ouest et du nord de la Scandinavie avaient plus d'ascendance EHG (environ 49 %) que les individus de l'est de la Scandinavie (environ 38 %). Les auteurs ont suggéré que les SHG étaient un mélange de WHG qui avaient migré en Scandinavie depuis le sud et d'EHG qui avaient ensuite migré en Scandinavie depuis le nord-est le long de la côte norvégienne.
Les restes d'un homme attribués à la culture de Volosovo ou à la culture de Lyalovo enterrés près de Iaroslavl vers 4300 av. J.-C. montrent qu'il était porteur de l'haplogroupe paternel Q-L54 et de l'haplogroupe maternel K. L'haplogroupe Q-L54 a déjà été trouvé chez des chasseurs-cueilleurs de l'Est européen. L'individu examiné s'est révélé être étroitement lié aux EHG et aux anciens chasseurs-cueilleurs de la culture de Veretye. L'individu Volosovo / Lyalovo examiné est génétiquement significativement différent des populations de la culture de Fatianovo-Balanovo, qui s'est imposée un peu plus tard dans la région. La culture de Volosovo aurait été remplacée par la culture des peuples d'ascendance steppique venus du Sud
Les habitants de la culture de la céramique au peigne de l'est de la Baltique datée de 4200 av. J.-C. à 2000 av. J.-C. ont 65 % d'ascendance EHG. Cela contraste avec les premiers chasseurs-cueilleurs de la région, qui étaient plus étroitement liés aux WHG. Cela a été démontré à l'aide d'un échantillon d'ADN-Y extrait d'un individu de cette culture. Il appartenait à R1a15-YP172. Les quatre échantillons d'ADN mitochondrial extraits constituaient deux échantillons d'U5b1d1, un échantillon d'U5a2d et un échantillon d'U4a.

## Association possible avec les Proto-indo-européens
Certains chercheurs ont avancé que les EHG pourraient représenter une source possible de la langue proto-indo-européenne. Contrairement aux peuples de la culture Yamna (ou à des groupes étroitement liés), qui sont associés à des locuteurs du proto-indo-européen, les peuples de la culture Dniepr-Donets, riches en EHG, ne présentent aucune preuve d'ascendance de chasseurs-cueilleurs du Caucase (CHG) ou de premiers agriculteurs européens (EEF). Les hommes Dniepr-Donets et les hommes Yamna portent les mêmes haplogroupes paternels (R1b et I2a), ce qui suggère que le mélange CHG et EEF chez les Yamna est venu du mélange d'hommes EHG avec des femmes EEF et CHG. Pour David W. Anthony, cela suggère que les langues indo-européennes ont été initialement parlées par des EHG vivant en Europe de l'Est.
Iosif Lazaridis et al. (2022) suggèrent que la famille des langues indo-européennes pourrait ne pas être originaire d'Europe de l'Est, mais de populations d'Asie occidentale riches en ascendance e chasseurs-cueilleurs du Caucase (CHG) au sud du Caucase, qui ont ensuite absorbé des groupes riches en EHG au nord du Caucase. Ils envisagent deux hypothèses de diffusion de ce qu'ils nomment les langues proto-indo-anatoliennes :
1. La population proto-indo-anatolienne a une forte proportion d'ascendance de chasseurs cueilleurs de l'Est (EHG) et est située dans les steppes. Les migrations vers l'Anatolie auraient laissé peu ou pas de trace génétique dans les populations locales ;
2. La population proto-indo-anatolienne est située en Asie de l'ouest ou dans le Caucase et ne possède pas d'ascendance EHG, mais une forte proportion d'ascendance de chasseurs-cueilleurs du Caucase (CHG). Elle se serait diffusée en Anatolie en provenance de l'est répandant les langues anatoliennes et également dans les steppes en provenance du sud pour former la population proto-indo-européenne. Cette seconde hypothèse est la plus en accord avec les résultats connus de paléogénétique[11].

## Culture matérielle

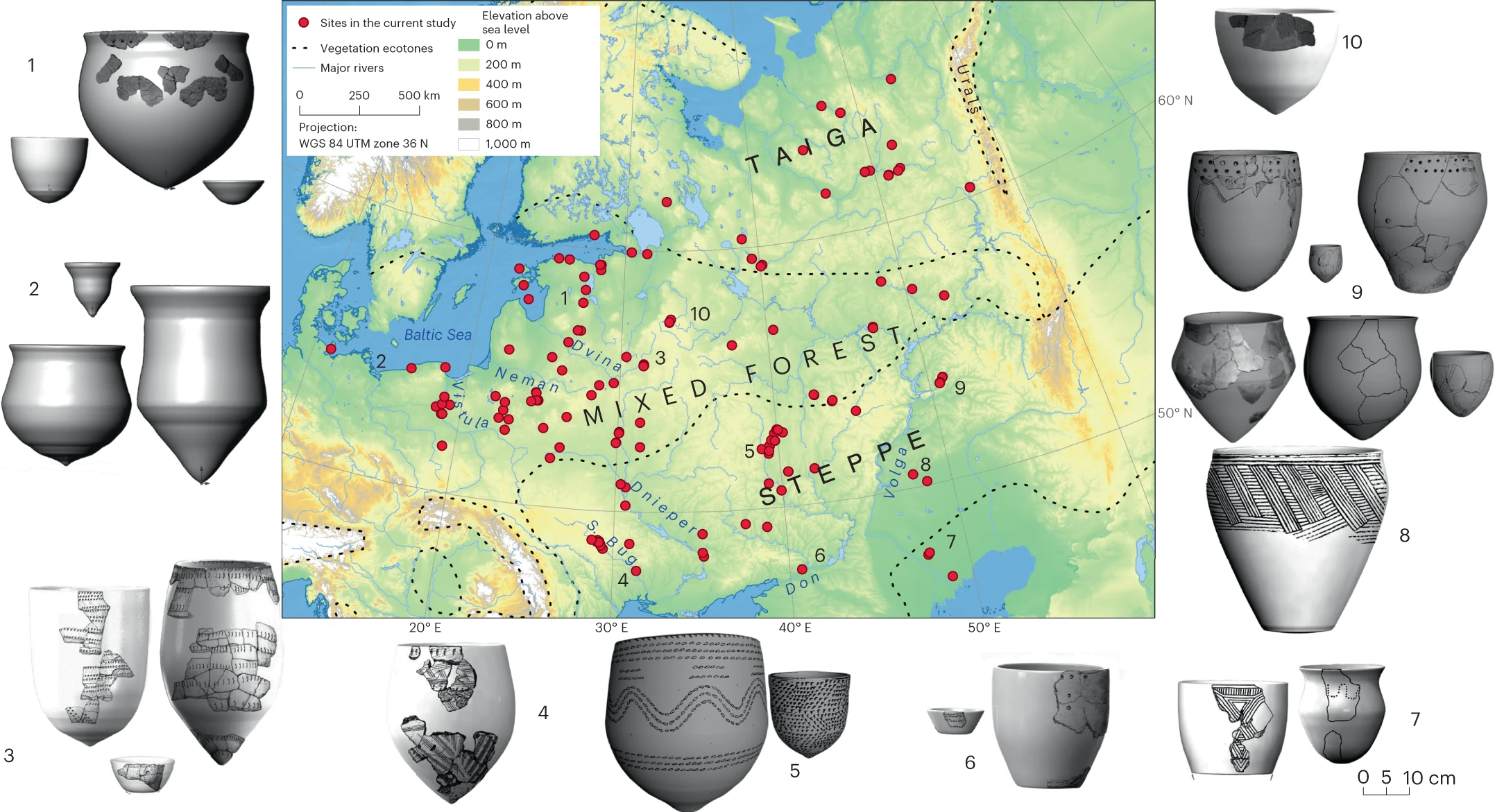
Adoption de la poterie chez les chasseurs-cueilleurs d'Europe de l'Est, au cours du 6e millénaire avant J.-C. (de la première adoption vers 5900 avant J.-C. dans le nord de la mer Caspienne -ou peut-être au-delà de la région de l'Oural-, jusqu'à la diffusion finale vers 5500 avant J.-C. dans la Baltique).

En tant que chasseurs-cueilleurs, les chasseurs-cueilleurs de l'Est utilisaient initialement des outils en pierre et des objets en ivoire, en corne ou en bois de cerf. À partir de 5 900 av. J.-C. environ, ils ont commencé à adopter la poterie dans la région du nord de la mer Caspienne, ou peut-être au-delà de l'Oural. En à peine trois ou quatre siècles, la poterie s'est répandue sur une distance d'environ 3 000 kilomètres, atteignant jusqu'à la mer Baltique. 
Cette diffusion technologique a été beaucoup plus rapide que la diffusion de l'agriculture elle-même et s'est principalement produite par le biais de transferts de technologie entre groupes de chasseurs-cueilleurs, plutôt que par la Diffusion démique des agriculteurs.

## Apparence physique
Il est suggéré que les EHG avaient principalement les yeux bruns et la peau claire, avec des « fréquences intermédiaires des variantes aux yeux bleus » et des « fréquences élevées des variantes à la peau claire ».
L'allèle rs12821256 du gène KITLG qui contrôle le développement des mélanocytes et la synthèse de mélanine, qui est associé aux cheveux blonds et trouvé pour la première fois chez un individu de Sibérie daté d'environ 17 000 AP, se trouve chez trois chasseurs-cueilleurs de l'Est de Samara, Motala et d'Ukraine vers 10 000 AP, ce qui suggère que cet allèle est originaire de la population Nord eurasienne ancienne (ANE), avant de se propager vers l'Eurasie occidentale.